# Болотня (Московская область)
Болотня — деревня в Зарайском районе Московской области, в составе муниципального образования сельское поселение Струпненское (до 29 ноября 2006 года входила в состав Журавенского сельского округа).

## Население
| 2002 | 2006 | 2010 |
| ---- | ---- | ---- |
| 12   | ↘8   | ↘5   |

## География
Болотня расположена в 15 км на запад от Зарайска, на малой реке Песочня бассейна реки Осётр, высота центра деревни над уровнем моря — 184 м.

## История
Болотня впервые упоминается в 1649 году, до 27 апреля 1923 входила в состав Каширского уезда Тульской губернии. В 1858 году в деревне числилось 29 дворов и 249 жителей, в 1906 году — 46 дворов и 270 жителей, в 1910 году была открыта земская школа. В 1930 году был образован колхоз «Дружба», с 1961 года — в составе совхоза «Красная Звезда».